# Confusacris xinjiangensis
Confusacris xinjiangensis är en insektsart som beskrevs av Wang, Yanfeng och Z. Zheng 2007. Confusacris xinjiangensis ingår i släktet Confusacris och familjen gräshoppor. Inga underarter finns listade i Catalogue of Life.